# Oandu (Haljala)
Oandu es un pueblo ubicado en el municipio de Haljala, en el condado de Lääne-Viru, Estonia.

## Superficie
Posee una superficie de 4,383 kilómetros cuadrados.

## Demografía
Hasta 2021 la población era de 9 habitantes, con una densidad de población de 2,054 habitantes por kilómetro cuadrado.